# Schloss Anif
Schloss Anif är ett slott i Österrike.   Det ligger i distriktet Salzburg-Umgebung och förbundslandet Salzburg, i den centrala delen av landet, 250 km väster om huvudstaden Wien. Schloss Anif ligger 430 meter över havet.
Terrängen runt Schloss Anif är varierad. Runt Schloss Anif är det ganska tätbefolkat, med 83 invånare per kvadratkilometer.. Närmaste större samhälle är Salzburg, 6,4 km norr om Schloss Anif. 
Omgivningarna runt Schloss Anif är en mosaik av jordbruksmark och naturlig växtlighet.